# Coptodactyla glabricollis
Coptodactyla glabricollis là một loài bọ cánh cứng trong họ Bọ hung (Scarabaeidae).